# Wilfrid Parker
Wilfrid Parker (23 janvier 1883 - 23 juin 1966) est un évêque sud-africain d'origine britannique. Membre de l'Église anglicane, il est à la tête de l'évêché de Pretoria entre 1933 et 1950.
Petit-fils de Thomas Parker, comte de Macclesfield, et de Charles Longley, archevêque de Cantorbéry, Wilfrid Parker est ordonné pasteur en 1907. Il officie alors au Royaume-Uni. Installé en Afrique du Sud après la Première Guerre mondiale, il est nommé évêque de Pretoria en 1933 et conserve cette charge jusqu'à sa retraite, en 1950.